# 雙重情人
《雙面愛人》 (L'Amant double)是一部2017年法兰索瓦·欧容执导的法国心理情色驚悚片，入选第70届戛纳影展主竞赛片。

## 剧情
讲述了女主角克洛伊发现其男友有一个孪生兄弟，以及这件事背后的隐秘真相。

## 角色
- Jacqueline Bisset
- Marine Vacth - Chloé
- Jérémie Renier - Paul

## 评价
烂番茄新鲜度71%，Metacritic上得到70分，得到大多好评。